# Carbonne
Carbonne là một xã thuộc tỉnh Haute-Garonne trong vùng Occitanie tây nam Pháp. Xã nằm ở khu vực có độ cao trung bình 206 mét trên mực nước biển.